# Malhmoodit
Malhmoodit, ehemals auch als Mahlmoodit bekannt, ist ein extrem selten vorkommendes Mineral aus der Mineralklasse der „Phosphate, Arsenate und Vanadate“. Es kristallisiert im monoklinen Kristallsystem mit der chemischen Zusammensetzung FeZr[PO4]2·4H2O und ist damit chemisch gesehen ein wasserhaltiges Eisen-Zirconium-Phosphat.
Malhmoodit ist durchsichtig bis durchscheinend und entwickelt faserige bis nadelige oder leistenförmige Kristalle von cremeweißer Farbe bis etwa 0,15 Millimeter Länge, die meist in radialstrahligen Mineral-Aggregaten angeordnet sind. Aufgrund der irisierenden Effekte der in den Aggregatformen eng aneinanderliegenden Kriställchen weisen Mineralproben von Malhmoodit meist einen seidenähnlichen Glanz auf.

## Etymologie und Geschichte
Erstmals entdeckt wurde Malhmoodit in der Union Carbide Vanadium Mine bei Wilson Springs im Garland County des US-Bundesstaates Arkansas und beschrieben durch Charles Milton, James J. McGee, Howard T. Evans jr., die das Mineral nach Bertha K. Malhmood benannten, um ihre jahrelange Mitarbeit als Assistentin der Geschäftsführung bei den Analyselaboren der United States Geological Survey zu ehren.
Als eigenständiges Mineral anerkannt wurde das Mineral 1992 bei der International Mineralogical Association (IMA) allerdings zunächst unter dem falschen Namen Mahlmoodit, da den Erstbeschreibern in ihrer Publikation ein Schreibfehler unterlaufen war. Dieser Fehler wurde erst 2002 durch eine offizielle Notiz der „Commission on new Minerals, Nomenclature and Classification“ (CNMNC) berichtigt (IMA-Nummer: 2002-D).
Das Typmaterial des Minerals wird im National Museum of Natural History in Washington, D.C. in den USA (Katalog-Nr. 170394) aufbewahrt.

## Klassifikation
Da der Malhmoodit erst 1992 als eigenständiges Mineral anerkannt wurde, ist er in der seit 1977 veralteten 8. Auflage der Mineralsystematik nach Strunz noch nicht verzeichnet.
In der zuletzt 2018 überarbeiteten Lapis-Systematik nach Stefan Weiß, die formal auf der alten Systematik von Karl Hugo Strunz in der 8. Auflage basiert, erhielt das Mineral die System- und Mineralnummer VII/C.09-110. Dies entspricht der Klasse der „Phosphate, Arsenate und Vanadate“ und dort der Abteilung „Wasserhaltige Phosphate, ohne fremde Anionen“, wo Malhmoodit zusammen mit Kolbeckit, Koninckit, Mansfieldit, Metavariscit, Paraskorodit, Phosphosiderit, Skorodit, Strengit, Variscit, Yanomamit und Zigrasit die „Variscitgruppe“ mit der Systemnummer VII/C.09 bildet.
Die von der IMA zuletzt 2009 aktualisierte 9. Auflage der Strunz’schen Mineralsystematik ordnet den Malhmoodit ebenfalls in die Abteilung der „Phosphate usw. ohne zusätzliche Anionen; mit H2O“ ein. Diese ist allerdings weiter unterteilt nach der relativen Größe der beteiligten Kationen und dem Stoffmengenverhältnis der Phosphat-, Arsenat- bzw. Vanadationen zum Kristallwassergehalt, so dass das Mineral entsprechend seiner Zusammensetzung in der Unterabteilung „Mit ausschließlich mittelgroßen Kationen; RO4 : H2O ≤ 1 : 2,5“ zu finden ist, wo es zusammen mit Zigrasit die unbenannte Gruppe 8.CE.75 bildet.
In der vorwiegend im englischen Sprachraum gebräuchlichen Systematik der Minerale nach Dana hat MineralName die System- und Mineralnummer 40.01.05.01. Dies entspricht der Klasse der „Phosphate, Arsenate und Vanadate“ und dort der Abteilung „Wasserhaltige Phosphate etc.“, wo das Mineral als einziges Mitglied in einer unbenannte Gruppe mit der Systemnummer 40.01.05 innerhalb der Unterabteilung „Wasserhaltige Phosphate etc., mit A2+B2+(XO4) × x(H2O)“ zu finden ist.

## Kristallstruktur
Malhmoodit kristallisiert monoklin in der Raumgruppe P21/c (Raumgruppen-Nr. 14) mit den Gitterparametern a = 9,12 Å; b = 5,42 Å; c = 19,17 Å und β = 94,8° sowie 4 Formeleinheiten pro Elementarzelle.

## Bildung und Fundorte
Malhmoodit bildet sich als Sekundärmineral in Hohlräumen (Geoden) von alkalischen Vulkangesteinen. Als Begleitminerale treten unter anderem Anatas, Kolbeckit, Pyrit, natriumhaltige Pyroxene und Sphalerit auf.
Außer an seiner Typlokalität, der Union Carbide Vanadium Mine und dem zugehörigen Schacht „North Wilson“ bei Wilson Springs fand sich das Mineral in den Vereinigten Staaten von Amerika bisher nur noch aus dem Steinbruch Pink Rose Lode (auch Scott Rose Quartz Mine, Scott Mine oder Rose Quartz Mine) im Custer County von South Dakota.
Des Weiteren kennt man Malhmoodit nur noch aus den Gemeinden Lierneux, Vielsalm und Thier des Carrières in Belgien, dem Steinbruch La Lande bei Plumelin in Frankreich und aus der Kerriack-Höhle bei Portreath in der englischen Grafschaft Cornwall (Stand 2023).